# Alan Howells
Alan Howells (1960. augusztus 22. –) walesi nemzetközi labdarúgó-játékvezető.

## Pályafutása

### Nemzeti játékvezetés
Játékvezetési vizsgáját követően lakóterületének Labdarúgó-szövetsége által üzemeltetett labdarúgó bajnokságokban kezdte sportszolgálatát. A Walesi Labdarúgó-szövetség Játékvezető Bizottságának (JB) minősítésével Welsh Premier League játékvezetője. Küldési gyakorlat szerint rendszeres 4. bírói szolgálatot is végzett.

### Nemzetközi játékvezetés
A Walesi labdarúgó-szövetség JBterjesztette fel nemzetközi játékvezetőnek, a Nemzetközi Labdarúgó-szövetség (FIFA) 1993-tól tartotta nyilván bírói keretében. A FIFA JB központi nyelvei közül az angolt beszéli. Több nemzetek közötti válogatott, valamint UEFA-kupa klubmérkőzést vezetett. A walesi nemzetközi játékvezetők rangsorában, a világbajnokság-Európa-bajnokság sorrendjében többedmagával a 8. helyet foglalja el 3 találkozó szolgálatával. A nemzetközi játékvezetéstől 1998-ban búcsúzott. Válogatott mérkőzéseinek száma: 5.

#### Labdarúgó-világbajnokság
Az 1994-es labdarúgó-világbajnokságon, illetve az 1998-as labdarúgó-világbajnokságon a FIFA JB bíróként alkalmazta.
Selejtező mérkőzéseket az UEFA zónában vezetett.

##### 1994-es labdarúgó-világbajnokság
| Időpont         | Helyszín               | Mérkőzés típusa           | Mérkőzés         | Eredmény | Nézők száma |
| --------------- | ---------------------- | ------------------------- | ---------------- | -------- | ----------- |
| 1993. május 15. | Daugavas Stadion, Riga | előselejtező (3. csoport) | Litvánia–Albánia | 0 – 0    | 3 100       |

##### 1998-as labdarúgó-világbajnokság
| Időpont           | Helyszín                    | Mérkőzés típusa           | Mérkőzés             | Eredmény | Nézők száma |
| ----------------- | --------------------------- | ------------------------- | -------------------- | -------- | ----------- |
| 1997. október 11. | Laugardalsvöllur, Reykjavík | előselejtező (8. csoport) | Izland–Liechtenstein | 4 – 0    | 1 651       |

#### Labdarúgó-Európa-bajnokság
Az 1996-os labdarúgó-Európa-bajnokságod az UEFA JB játékvezetőként foglalkoztatta.
| Időpont           | Helyszín                    | Mérkőzés típusa           | Mérkőzés                | Eredmény | Nézők száma |
| ----------------- | --------------------------- | ------------------------- | ----------------------- | -------- | ----------- |
| 1995. április 26. | Svangaskard Stadion, Toftir | előselejtező (8. csoport) | Feröer-szigetek–Belgium | 0 – 4    | 1 338       |

#### Nemzetközi kupamérkőzések

##### UEFA-kupa
| Időpont              | Helyszín              | Mérkőzés típusa       | Mérkőzés                                     | Eredmény |
| -------------------- | --------------------- | --------------------- | -------------------------------------------- | -------- |
| 1993. szeptember 16. | KR Stadion, Reykjavík | előselejtező (1. kör) | Knattspyrnufélag Reykjavíkur–MTK Budapest FC | 1 – 2    |